# Mantovaara
Mantovaara är en kulle i Finland. Den ligger i  Sodankylä kommun i landskapet Lappland, i den norra delen av landet, 800 km norr om huvudstaden Helsingfors. Toppen på Mantovaara är 230 meter över havet.
Terrängen runt Mantovaara är huvudsakligen platt.  Trakten runt Mantovaara är nära nog obefolkad, med mindre än två invånare per kvadratkilometer.